# Pedro García de Ambroa
Pedro García de Ambroa fue un trovador gallego de la primera mitad del siglo XIII, oriundo de una familia de la baja nobleza de Ambroa una parroquia de Irijoa (en la comarca de Betanzos). En un documento de 1263 se le da por fallecido. Entre sus obras, destacan las cántigas de escarnio, habiendo escrito además cántigas de amor y cándigas de amigo. A él se hace referencia frecuentemente en cántigas de otros trovadores y juglares, como Pedro Amigo de Sevilla, que relata su intención de ir a Jerusalén en peregrinación, pero quedándose en Saca dé Uen (Sacavém).
Poema de Pedro García de Ambroa (1203?-Mediados del XIII)

Pero d’Armea, cuando compusisteis
para que fuera hermoso, vuestro culo
y le pusisteis arrebol y afeites
para que en hermosura venciese a una doncella
y le añadisteis sobrecejas, todo
se echó a perder por no ponerle unas narices.

Ponedle, pues, don Pedro, las narices
pues quiero aconsejaros lo mejor que puedo;
y he de matar unas perdices
pues un culo tan bello como el vuestro,
aunque quisiéramos buscarlo
nunca lo encontraríamos en la tierra
que va de Sahagún a Saelices.

Y ponedle, don Pedro, unos labios también
a ese culo que fuera tan barbado,
y hacedle unos bigotes recortados
y ya tendréis un culo bien peludo;
y luego, sin tardar, procurad ocultarlo
porque si lo ve venir Fernand’Escalho
soltero sois y acabaréis casado.

[Traducido del galaico-portugués por Carlos Alvar, Santiago Gutiérrez  García y Jenaro Talens.
Locus Amoenus, Antología de la lírica medieval de la península ibérica. Edición bilingüe de Carlos Alvar  y Jenaro Talens, Galaxia Gutenberg/ Círculo de Lectores, Barcelona, 2008]
B 1574
Os beesteiros d'aquesta fronteira
pero que cuidam que tiran mui bem,
quero-lhis eu consselhar huna rem:
que non tiren con Maria Balteira,
ca todos quantos ali tiraron,
todos sse d'ela com mal partiron:
assi é sabedor e é arteira.
Tirou ela con uũ beesteiro
destes del-rei, que saben bem tirar;
e, primeira vez, polo escaentar,
leixou-sse ni logo perder un dinheiro,
e des i outr'; e pós esqueentado,
tirou con el e a d'ele levado
quanto tragia até-nno bragueiro.
Os beesteiros dos dous quarreirões
tiran con ela e pon-se sinal;
nen outros, que tiravan mui mal,
atinaram a dous dos pipeões;
foron tirando e bevendo do vinho;
o beesteiro com'era mininho,
non catou quando ss'achou nos colhões.
Pero Garcia d'Ambroa